# Dimension (Größensystem)
In einem Größensystem drückt die Dimension einer physikalischen Größe deren qualitative Eigenschaften aus. Im dazugehörigen Einheitensystem entspricht jeder Dimension eine kohärente Einheit. Diese dient zum Ausdruck der Eigenschaften aller Größen der zugehörigen Dimension. Den Dimensionen von Basisgrößen entsprechen also die Basiseinheiten. Da es für jede Dimension eine zugehörige kohärente Einheit gibt, könnte man eine Dimension als Einheitenart oder -klasse betrachten.

## Dimension einer Basisgröße
| Physikalische Größe                            | Dimension | Kohärente Einheit |
| ---------------------------------------------- | --------- | ----------------- |
| Länge {\displaystyle l}, Weg {\displaystyle s} | Länge L   | Meter (m)         |

Jeder Basisgröße wird eine Dimension mit demselben Namen zugeordnet. Beispielsweise heißt im internationalen Größensystem (ISQ) die Dimension der Basisgröße Länge ebenfalls Länge. Eine Größe wird mit einem kursiv geschriebenen Buchstaben (Größensymbol) symbolisiert – im Falle der Länge mit „{\displaystyle l}“. Das Symbol einer Dimension hingegen ist ein aufrecht stehender, serifenlos geschriebener Großbuchstabe – im Falle der Länge „L“. Die entsprechende kohärente Einheit der Dimension Länge ist der Meter.
Die folgende Tabelle zeigt die Dimensionen der sieben Basisgrößen des internationalen Größensystems sowie die entsprechenden Basiseinheiten des zugehörigen internationalen Einheitensystems (SI) gemäß der 9. Auflage der sog. SI-Broschüre.
| Basisgröße und Dimensionsname | Größen- symbol                   | Dimensions- symbol | Basiseinheit | Einheiten- zeichen |
| ----------------------------- | -------------------------------- | ------------------ | ------------ | ------------------ |
| Zeit                          | {\displaystyle t}                | T                  | Sekunde      | s                  |
| Länge                         | {\displaystyle l}                | L                  | Meter        | m                  |
| Masse                         | {\displaystyle m}                | M                  | Kilogramm    | kg                 |
| elektr. Stromstärke           | {\displaystyle I}                | I                  | Ampere       | A                  |
| Thermodynamische Temperatur   | {\displaystyle T}                | Θ                  | Kelvin       | K                  |
| Stoffmenge (Substanzmenge)    | {\displaystyle n}                | N                  | Mol          | mol                |
| Lichtstärke                   | {\displaystyle I_{\mathrm {v} }} | J                  | Candela      | cd                 |

Die Auswahl der Basisgrößen ist eine Frage der Konvention. So wurde z. B. im technischen Maßsystem (in Deutschland seit 1978 nicht mehr zulässig) an Stelle der Masse die Kraft als Dimension genutzt;
im Fall von Planck-Einheiten ersetzt die elektrische Ladung die Stromstärke als Basisgröße.
Die Anzahl der Basisgrößen bestimmt den Grad des Größensystems und die Dimensionalität des Einheitensystems. Das ISQ ist demnach ein Größensystem siebten Grades und das zugehörige SI ein sieben-dimensionales Einheitensystem.

## Dimension einer abgeleiteten Größe
| dim Q = Xα · Yβ · Zγ |
| Angabe der Dimension einer beliebigen Größe Q in einem Größensystem dritten Grades (mit drei Basisgrößen der Dimensionen X, Y und Z). |

Die Dimension einer abgeleiteten Größe drückt den Bezug ihrer kohärenten Einheit zu den Basiseinheiten als Produkt von Potenzen (Potenzprodukt) aus. Jede Potenz besteht aus einer Basis und einem Exponenten. Die Basis ist die Dimension einer Basisgröße. Der Exponent heißt Dimensionsexponent dieser Basisgröße. Beispielsweise wird die Dimension einer Geschwindigkeit (Strecke pro Zeitintervall) als L1 · T−1 aus denen der Basisgrößen Länge und Zeit zusammengesetzt. Die als α, β, γ usw. bezeichneten Dimensionsexponenten können jeweils Null, sowie eine positive oder negative Zahl eines kleinen Betrages (im Allgemeinen ≤ 4) annehmen. Neben ganzzahligen Exponenten sind in einigen Größensystemen auch nicht-ganzzahlige Brüche – oft in Schritten zu 1⁄2 – üblich.
Im internationalen Größensystem wird die Dimension einer beliebigen Größe Q durch folgende Dimensionsgleichung angegeben:
dim Q = Tα · Lβ · Mγ · Iδ · Θε · Nζ · Jη
Entsprechend kann die kohärente Einheit derselben Größe Q im internationalen Einheitensystem durch folgende Einheitengleichung angegeben werden:
[Q] = sα · mβ · kgγ · Aδ · Kε · molζ · cdη
Verschiedene Größen derselben kohärenten Einheit haben auch dieselbe Dimension. Manchmal lassen sich unter diesen Größen auch verschiedene Größenarten unterscheiden. Beispielsweise haben die Größen Durchmesser, Wellenlänge und Niederschlagsmenge alle dieselbe kohärente SI-Einheit – nämlich den Meter – die Basiseinheit der Länge. Daher haben sie auch dieselbe Dimension, und zwar die Länge, mit dem Symbol „L“. Im Allgemeinen werden Durchmesser und Wellenlänge zur selben Größenart gezählt, nicht aber die Niederschlagsmenge. Klare Definitionen zur Abgrenzung verschiedener Größenarten existieren jedoch nicht. Aus dieser Sichtweise ergibt sich, dass Größen derselben Dimension nicht unbedingt derselben Größenart angehören müssen. Umgekehrt haben Größen derselben Größenart immer dieselbe Dimension. Größen unterschiedlicher Dimension können daher niemals zur gleichen Größenart gezählt werden.
Auch abgeleitete Größen können die Dimension einer Basisgröße haben.
Weitere Größen, deren Dimensionsexponenten alle gleich null sind, nennt man Größen der Dimension Zahl. Solche Größen können ohne Einheit als reine Zahlen angegeben werden, aber zwecks Anschaulichkeit werden hier häufig sogenannte Hilfseinheiten verwendet. Auch in zusammengesetzten Einheiten empfiehlt es sich manchmal im Interesse der Deutlichkeit, statt der Einheit 1 spezielle Einheiten mitzuführen, wie beispielsweise rad/s (Radiant pro Sekunde) statt s−1 für eine Winkelgeschwindigkeit.